# Laestrygones
Laestrygones is een geslacht van spinnen uit de  familie van de Desidae.

## Soorten
- Laestrygones albiceris Urquhart, 1894
- Laestrygones chathamensis Forster, 1970
- Laestrygones minutissimus (Hogg, 1909)
- Laestrygones otagoensis Forster, 1970
- Laestrygones setosus Hickman, 1969
- Laestrygones westlandicus Forster, 1970